# 6228 Yonezawa
6228 Yonezawa eller 1982 BA är en asteroid i huvudbältet som upptäcktes den 17 januari 1982 av den japanska astronomen Toshimasa Furuta vid Tokai-observatoriet. Den är uppkallad efter den japanska staden Yonezawa.
Asteroiden har en diameter på ungefär 6 kilometer och den tillhör asteroidgruppen Eunomia.